# Polycyrtus clausus
Polycyrtus clausus är en stekelart som beskrevs av Zuniga 2004. Polycyrtus clausus ingår i släktet Polycyrtus och familjen brokparasitsteklar. Inga underarter finns listade i Catalogue of Life.